# Österreichischer Compact Sport Verband
Der Österreichische Compact Sport Verband (ÖCSV) ist eine Dartsportorganisation.

## Geschichte
Der ÖCSV existiert seit 1992 und hat es sich zur Aufgabe gemacht, Sportkonzepte für den Compact Sport (Darts, Soccer und Billard) zu entwickeln und zu verwalten. Der Verband setzt sich vorwiegend aus Vereinen aus den Gebieten  Oberösterreich, Niederösterreich und Salzburg zusammen. Auch im Burgenland, in Kärnten, in Teilen der Steiermark, in Vorarlberg und in Wien ist der ÖCSV vertreten. Einzig in Tirol konnte die ÖCSV-Liga nicht Fuß fassen.
1992 startete die erste ÖCSV Ligasaison unter der Schirmherrschaft der Firma Funworld aus Gmunden mit 71 Teams. 1998 wurde mit rund 800 Teamanmeldungen der Höhepunkt verzeichnet. 2009 wurden vom ÖCSV 570 Teams in ganz Österreich betreut.

## Turniere

### Nationale Turniere
1993 veranstaltete der ÖCSV erstmals die Österreichischen Staatsmeisterschaften am Royal Dartes (Markenbezeichnung der Löwen-Dart-Geräte in Österreich). Im Jahre 2001 veranstaltete der ÖCSV die 9. Internationalen Offenen Staatsmeisterschaften am Royal Dartes. Die Beteiligungen an diesen Staatsmeisterschaften des ÖCSV war von jeher hoch. Mit 234 Teilnehmern im Herren Einzel 1998 wurde eine Marke erreicht, die bisher in Österreich sicher nie wieder erreicht wurde.
Außerdem werden seit 1992 die sogenannten Ligaendturniere für die ÖCSV Ligamannschaften am Ende jeder Saison ausgetragen. Seit der Frühjahrsliga 1995 gibt es Ligaendturniere für Einzelspieler. Beim größten Ligaendturnier waren nicht ganz 200 Mannschaften nach Schladming gereist. Der ÖCSV betreute dazumals Manier etwa 1.800 Dartsportler an zwei Turniertagen. Weiters wurde 1997/98 die ÖCSV Austrian Dart Masters Turnierserie angeboten.

### Internationale Turniere
1999 wagte sich der ÖCSV erstmals an die Ausrichtung eines internationalen Turniers. Die Inter Dart Trophy fand in Schladming statt und lockte Teilnehmer aus sieben Nationen an. Bereits ein Jahr später konnte der ÖCSV seine Qualitäten bei der Organisation des 1. European Come Together Dart Festivals in Rovinj (Kroatien) mit 575 Teilnehmern aus 14 Nationen beweisen. Auch beim 2. European Come Together Dart Festival 2001 hat der ÖCSV den Veranstalter, die FECS (Europäische Dachorganisation) tatkräftig unterstützen.

## Erfolge
Der größte Erfolg für das vom ÖCSV gestellte Nationalteam war der Team-Weltmeistertitel, den Thomas Klocker, Harald Hartl, Michael Riepan, Lisa Steinbach, Camelia Hejsek und Rosemarie Gillmayr 1997 in Luzern (Schweiz) nach Österreich holten.
1998 folgte der EM-Titel im Team-Bewerb (Anton Pein, Thomas Klocker, Wolfgang Fürst, Camelia Hejsek, Lisa Steinbach und Carmen Merl) sowie der Europameister-Titel im Herren Einzel für Anton Pein. 1999 holte Mensur Suljović bei der WM in Kalkar (Deutschland) als Mitglied des ÖCSV Nationalteams den Weltmeistertitel im Herren Einzel.
Auch bei den jährlichen Team-Weltmeisterschaften in Las Vegas, USA konnten die ÖCSV Teams Erfolge erzielen. 1996 und 1999 holte das Österreichische All-Star-Team den Sieg in der sogenannten International Challenge, 1998 erzielte die Mannschaft DC Dart Fuchs aus Eitweg einen Sieg im Masters 501 di/do.

## Mitgliedschaften
Durch seine Mitgliedschaft bei der FECS (Europäischer Darts-Dachverband) kann der ÖCSV seinen Spielern die Teilnahme an internationalen Veranstaltungen ermöglichen. Erste Erfolge stellten sich bei den von der FECS organisierten Europacup-Bewerben ein. Sowohl 1994 als auch 1995 konnten sich österreichische Mannschaften ganz vorne platzieren.